# 520-talet

## Händelser
- 520 - Bodhidharma anländer till Kina.
- 524 - Filosofins tröst (latin: Consolatio Philosophiae) är ett filosofiskt verk av Boethius, antagligen skrivet år 524.
- 525 - Dionysius Exiguus föreslår en kalender baserad på Jesu födelse.
- 529 - Stängandet av filosofernas lärosalar i Aten betecknar slutet på den antik-hedniska vetenskapen.

## Födda
- 520 – Justinus II, kejsare av Bysantinska riket.
- 520 – Tiberios II, kejsare av Bysantinska riket.

## Avlidna
- 6 augusti 523 – Hormisdas, påve.
- 524 – Sigismund av Burgund, kung av Burgund.
- 18 maj 526 – Johannes I, påve.
- 1 augusti 527 – Justinus I, kejsare av Bysantinska riket.